# 于格四世 (勃艮第)
于格四世（1213年3月9日—1272年10月27日或30日），勃艮第公爵（1218年–1272年）。于格四世是勃艮第公爵厄德三世與第二任妻子維吉領主于格和特賴內勒的吉利特的女兒維吉的愛麗絲的長子。

## 子嗣
于格四世曾結過兩次婚，第一次是在他16歲時和當時17歲的德勒的約蘭德結婚。然後，他在45歲時與納瓦拉的比阿特麗斯結婚 。
于格四世與約蘭德有兒女如下：
- 莫利諾夫人瑪格麗特（1230年代–1277年），先與蒙聖讓勳爵威廉三世結婚[4]，然後再與利摩日子爵蓋伊六世結婚[4]，兩人的女兒是布列塔尼公爵阿蒂爾二世的第一任妻子。
- 厄德（英语：Odo, Count of Nevers） (1230年–1266年)，與尼維爾女伯爵瑪蒂爾達二世（英语：Matilda II, Countess of Nevers）結婚
- 約翰（英语：John of Burgundy (1231–1268)） (1231年–1268年)，與丹皮埃爾的艾格尼絲（英语：Agnes of Dampierre）結婚，他們的女兒是波旁王朝的女繼承人波旁勳爵夫人比阿特麗斯（英语：Beatrice of Burgundy, Lady of Bourbon），比阿特麗斯與，他們的長子是波旁家族的始祖波旁公爵路易一世·德·波旁。
- 布拉班特公爵夫人阿德萊德，她與布拉班特公爵亨德里克三世。
- 羅貝爾二世（1213年－1272年），勃艮第公爵及繼承人。

于格四世與納瓦拉的比阿特麗斯誕下一子四女：
- 阿瓦隆子爵于格。
- 瑪格麗特，維托夫人，沙隆-阿爾萊的約翰一世（英语：John I of Chalon-Arlay）之妻[5]
- 瓊，修女
- 格里尼翁夫人比阿特麗斯（約1260年–1329年），與呂西尼昂的于格十三世（英语：Hugh XIII of Lusignan）結婚
- 羅馬人民的皇后伊莎貝拉與羅馬人民的國王魯道夫一世結婚[5]。

## 擴張
1237年，于格四世通過與沙隆伯爵約翰一世的交易，於1237年放棄薩隆男爵領地以交換沙龍伯國和歐克索訥伯國，由此擴大了勃艮第公國，區經濟受益於日益增長的葡萄酒貿易。

## 諸爵十字軍
1239年，于格四世加入了由納瓦拉國王特奧巴爾多一世領導並得到神聖羅馬帝國皇帝腓特烈二世支持的諸爵十字軍東征。勃艮第軍隊與康瓦爾的理查結盟，重建亞實基倫，並於1241年與埃及進行和談。1266年，于格四世被封為薩洛尼卡王國的名義國王 ，儘管它在40多年前被伊庇魯斯專制國奪回。 

## 逝世
于格四世於1272年10月27日以60歲之齡在法國的維拉內斯-杜伊斯瓦斯去世。他的埋葬地點不詳。 